# Vittorio Marullo di Condojanni
Vittorio Marullo di Condojanni (Milazzo, 29 novembre 1907 – Messina, 27 marzo 1982) è stato un diplomatico italiano.

## Biografia
Nato a Milazzo nel 1907, il 15 maggio 1943 si avvicinò all'Ordine di Malta come già avevano fatto altri membri della sua famiglia nei secoli. Nel 1949, rimasto vedovo, decise di entrare nel comparto religioso dell'Ordine, pronunciando i primi voti nel 1951 e infine quelli solenni nel 1965.
Grazie all'amicizia col gran balì Carl Wolfgang Von Ballestrem, ascese rapidamente i ranghi dell'Ordine di Malta entrando due anni più tardi nel Gran Consiglio dell'Ordine ed occupando la posizione di Gran Commendatore alla quale venne prescelto con quasi l'unanimità del consiglio e che mantenne sino alla sua scomparsa. Dal 1966 gli venne affidata anche la Delegazione di Messina nel Gran priorato di Napoli e Sicilia del Sovrano Militare Ordine di Malta, ove si occupò del restauro della chiesa dedicata a San Giovanni Battista e di patronato dell'Ordine. Si occupò anche largamente di opere assistenziali presso il locale Ospedale Piemonte, in particolare secondo le disposizioni del Perfectae Caritatis di Paolo VI. Di quest'opera, venne largamente lodato dal gran maestro Angelo de Mojana di Cologna e dal presidente della repubblica Giovanni Leone che ricevette entrambi presso il Palazzo del Quirinale nel 1973. Fu proprio il presidente Leone, l'anno successivo, a concedere a Vittorio Marullo di Condojanni il titolo di cavaliere di gran croce dell'Ordine al Merito della Repubblica Italiana.
Nel 1977 ereditò i titoli di principe di Casalnuovo. Morì a Messina nel 1982.